# Wydma nadmorska

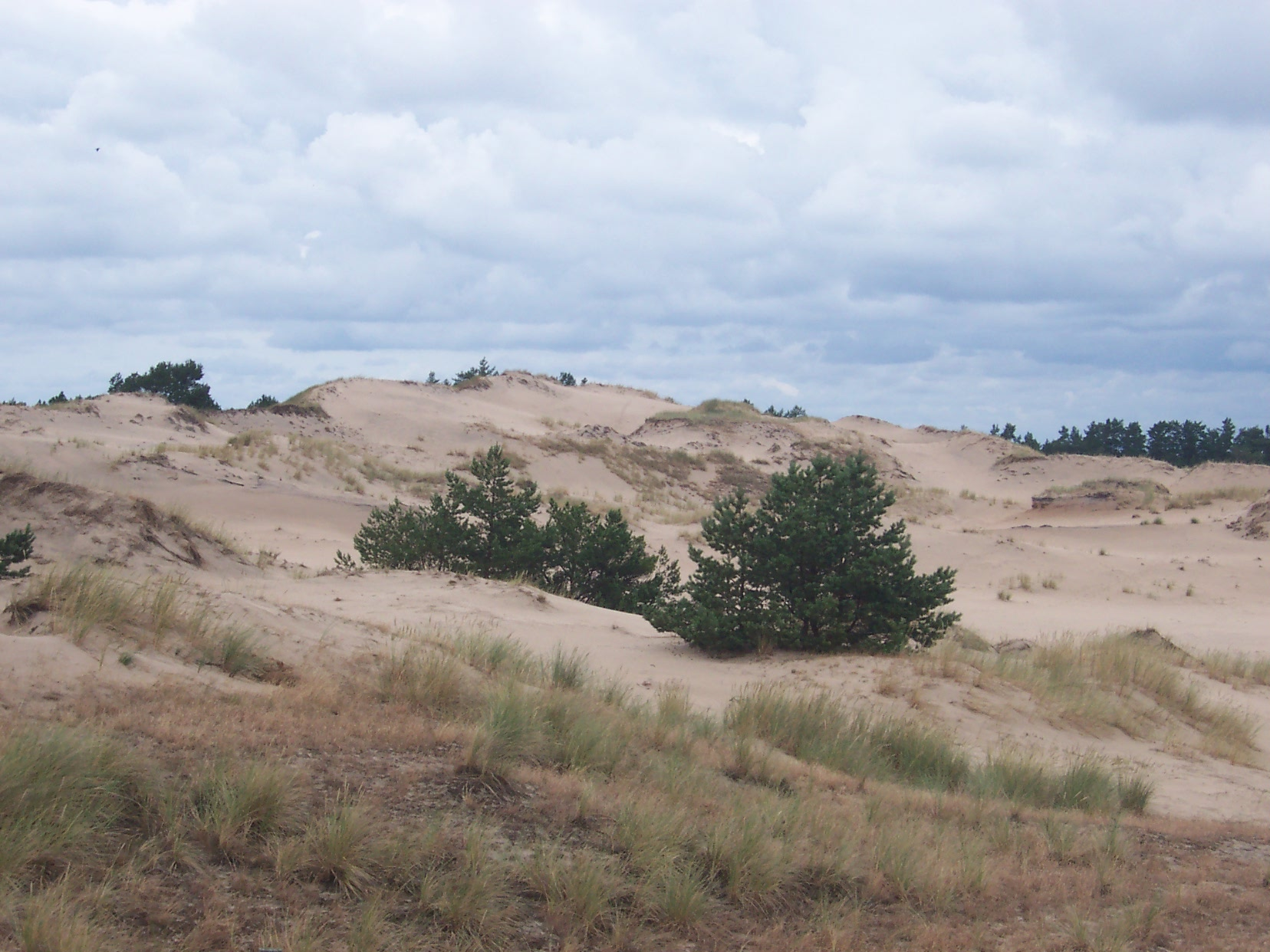
Wydma nadmorska w Słowińskim Parku Narodowym

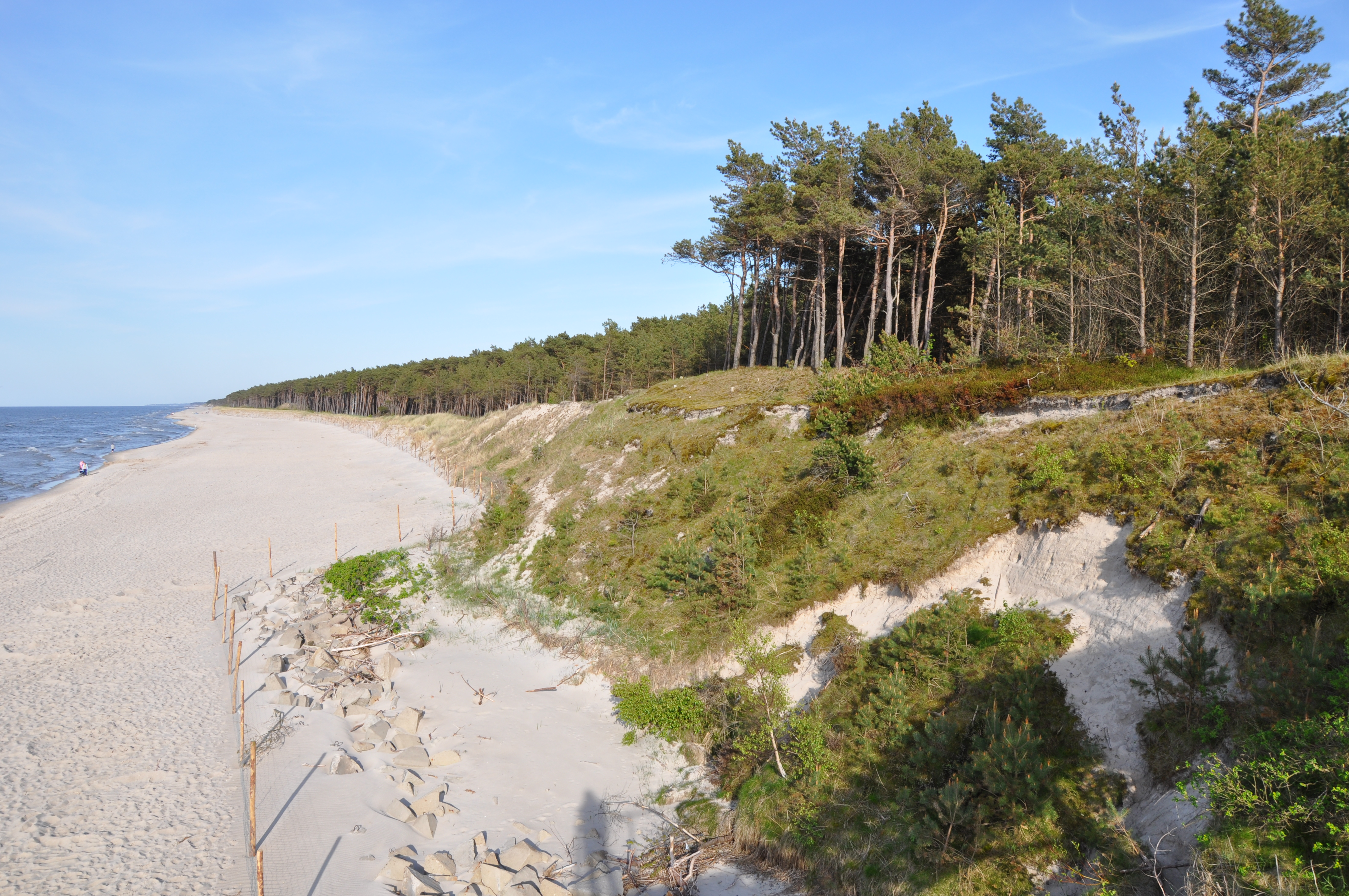
Wydma nadmorska z borem sosnowym na Wybrzeżu Trzebiatowskim

Wydma nadmorska – typ wydmy, która rozwija się na wybrzeżach piaszczystych. Przeważnie wydmy nadmorskie mają paraboliczny kształt.
Zwykle wydmy tego typu poprzedzielane są obniżeniami i nieckami deflacyjnymi. Cechuje je, podobnie jak większość wydm, asymetria stoków: stoki dowietrzne, po których wiatr przesuwa piasek w górę, są łagodne (3 do 12°) i twarde; stoki odwietrzne, ze szczytu których ziarna piasku staczają się pod wpływem grawitacji, są strome (30 do 33°) i mniej ubite.
Starsze, dobrze ustabilizowane wydmy, są siedliskami nadmorskiego boru sosnowego.
W wyniku silnych procesów eolicznych wydmy przemieszczające się z prędkością 1–20 m/rok są bardzo poważnym zagrożeniem dla zabudowy zlokalizowanej w ich otoczeniu. W celu jej ochrony prowadzi się sztuczne utrwalanie roślinnością w celu stabilizacji położenia wydmy nadmorskiej.